# Sultana (fartyg)

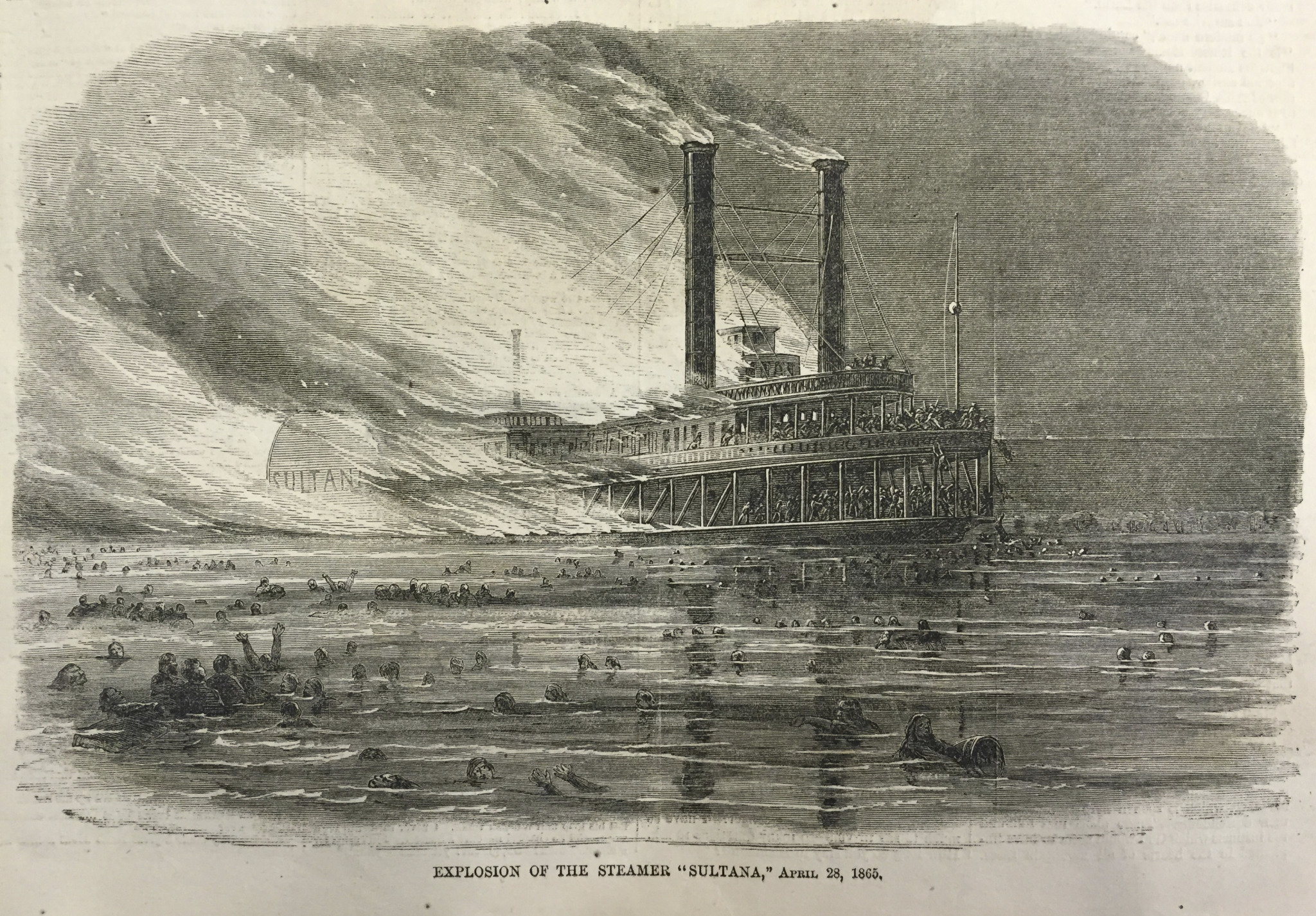
Ångbåten Sultana i lågor.

Sultana var en amerikansk hjulångare som exploderade den 27 april 1865 på Mississippifloden, nära Memphis. Av ångbåtens 2 400 passagerare krävde fartygskatastrofen runt 1 700 människors liv. Händelsen är den största marina katastrofen i amerikansk historia. Ångbåtens passagerare bestod till övervägande del av fångar från inbördeskriget, som nyligen hade blivit frisläppta och skulle föras tillbaka till sina hem i norr. Orsaken till olyckan sägs vara en läckande och dåligt reparerad ångpanna.